# Französisches Etymologisches Wörterbuch
Das Französische Etymologische Wörterbuch (FEW) ist das umfangreichste etymologische Wörterbuch der galloromanischen Sprachen und ihrer Dialekte. Es wurde von dem Schweizer Sprachwissenschaftler Walther von Wartburg konzipiert und unter Mitarbeit zahlreicher Linguisten verfasst. Die Originalausgabe in deutscher Sprache wurde ab dem Jahr 1922 veröffentlicht.

## Beschreibung
Das FEW erläutert die Herkunft und Geschichte des gesamten galloromanischen Wortschatzes, also des Französischen und Okzitanischen, einschließlich seiner Mundarten. Ab 1952 unterstützte der Schweizerische Nationalfonds dieses Projekt, seit 1993 das Centre national de la recherche scientifique (CNRS).
Das Werk konnte im Wesentlichen noch zu Lebzeiten Walter von Wartburgs abgeschlossen werden, wenngleich die weitere Bearbeitung sich noch bis 2002 erstreckte. Es umfasst 25 Bände – 160 Faszikel – mit mehr als 17.000 Seiten.
Der Dictionnaire étymologique de la langue française (DELF) von Oscar Bloch und Walther von Wartburg (Presses universitaires de France, Paris 1932, letzte Ausgabe 2004, ISBN 978-2-13-054426-5), hat eine andere Zielsetzung als das FEW. Er geht in der Präsentation des Wortmaterials, im Gegensatz zum FEW, nicht vom Etymon, sondern vom neufranzösischen Wortschatz aus. Walther von Wartburg hat den sogenannten „Bloch-Wartburg“ jeweils in den verschiedenen Auflagen nach den bei der Abfassung des FEW gemachten Forschungsergebnissen aktualisiert.

## Übersicht
- Die Bände 1 bis 14 enthalten die lateinischen, griechischen, vorromanischen und einige onomatopoetische Etyma (Ursprungswörter).
- Die Bände 15 bis 17 enthalten die germanischen Etyma.
- Band 18 enthält die Anglizismen,
- Band 19 Orientalia,
- Band 20 die Entlehnungen aus anderen Sprachen (Bretonisch, Baskisch, Hebräisch u. a.).
- Die Bände 21 bis 23 ordnen Material unbekannter oder unsicherer Herkunft, darin auch die Entlehnungen aus anderen romanischen Sprachen, außerdem Korrekturen und neue Forschungsergebnisse.
- Die Bände 24 und 25 sind Neubearbeitungen des Buchstabens A.[1][2]

## Nachweise
1. ↑  http://www.persee.fr/web/revues/home/prescript/article/crai_0065-0536_2001_num_145_2_16302
2. ↑   Französisches etymologisches Wörterbuch: eine darstellung des galloromanisches Sprachschatzes (Memento vom 1. Februar 2011 im Internet Archive)